# Elga Andersen
Pour les articles homonymes, voir Andersen.
Elga Andersen (de son vrai nom Helga Hymen) est une actrice, chanteuse et productrice allemande, née le 2 février 1935 à Dortmund (Allemagne) et morte le 7 décembre 1994 à New York.
Elle était la veuve de Peter R. Gimbel (en), mort en 1987.

## Biographie
Elle perd son père pendant la Seconde Guerre mondiale. Elle espère d'abord devenir danseuse, tout en développant ses connaissances des langues étrangères, l'anglais et le français particulièrement. Elle arrive à Paris en 1953, pour devenir interprète. Elle mène une vie de bohême, fréquente des artistes et pose pour des photos de mode. Elle est remarquée par André Hunebelle et débute dans Les Collégiennes sous le nom d'Elga Hymen.
Elle prend des cours de chant et interprète des chansons du film Les Canons de Navarone en 1961. C'est pour elle que Gilbert Bécaud, avec qui elle vit une brève histoire d'amour, compose Et maintenant (paroles de Pierre Delanoë), figurant sur son 2e disque (4 titres), sorti en 1962 (Toi le musicien de Gilbert Bécaud et Louis Amade), et le premier disque de 1961, Paris a le cœur tendre, chanson écrite par Marcel Camus, musique d'Henri Crolla, pour son film Os Bandeirantes, chez Fontana.
En 1961, elle est la marraine de promotion de l'école des Mines de Paris.
En 1963, elle est envisagée pour le rôle de Tatiana Romanova dans le James Bond Bons Baisers de Russiemais la production lui préfère finalement Daniela Bianchi en raison de l'opposition de United Artists.
Après un premier mariage avec l'architecte parisien Christian Girard, elle épouse en 1978 le producteur américain Peter Gimbel (en). Il lui permet de prendre pied en Amérique. En 1971, elle donne la réplique à Steve McQueen dans le film Le Mans de Lee H. Katzin, et apparaît dans la série télévisée française Aux frontières du possible, dont elle est l'héroïne aux côtés de Pierre Vaneck avant de céder la place à Eva Christian. 
Elle met fin à sa carrière de comédienne en 1973 après avoir tourné dans le film d' Henri Verneuil Le Serpent.
Elle meurt d'un cancer en 1994.

## Filmographie
- 1957 : Les Collégiennes d'André Hunebelle : Hélène
- 1957 : La Polka des menottes de Raoul André
- 1958 : Ascenseur pour l'échafaud de Louis Malle : Madame Bencker
- 1958 : Bonjour tristesse d'Otto Preminger : Denise
- 1958 : Solang' die Sterne glüh'n de Franz Antel : Doris Hoff, photographe
- 1958 : Ist Mama nicht fabelhaft ? de Peter Beauvais : Evelyn
- 1958 : So ein millionär hat's schwer de Géza von Cziffra : Alice Sorel
- 1960 : Os Bandeirantes ou Les Pionniers de Marcel Camus : Elga
- 1960 : Mourir d'amour de José Bénazéraf et Dany Fog : la secrétaire
- 1960 : I baccanali di Tiberio de Giorgio Simonelli (sous le nom d'Helga Anderson)
- 1961 : Le Monocle noir de Georges Lautner : Martha (Erika Murger)
- 1962 : Le Scorpion de Serge Hanin : Corinne
- 1962 : L'Œil du Monocle de Georges Lautner : Erika Murger
- 1962 : L'Empire de la nuit de Pierre Grimblat
- 1963 : À toi de faire... mignonne de Bernard Borderie : Montana
- 1963 : Coast of Skeletons (en) de Robert Lynn (en) : Elisabeth von Koltze
- 1964 : Papa play-boy (A Global Affair) de Jack Arnold : Yvette
- 1964 : Du grisbi pour Hong Kong de Manfred R. Köhler : Stella
- 1965 : DM-Killer de Rolf Thiele : Inge Moebius
- 1966 : Johnny Colt (Starblack) de Giovanni Grimaldi : Caroline Williams
- 1966 : La battaglia dei mods de Franco Montemurro : Sonia
- 1967 : Capitaine Singrid de Jean Leduc : Singrid
- 1968 : Più tardi Claire, più tardi... de Brunello Rondi : Claire / Ann
- 1969 : Une soirée au bungalow téléfilm de Lazare Iglesis
- 1970 : Sex Power d'Henry Chapier
- 1971 : Détenu en attente de jugement de Nanni Loy : Ingrid
- 1971 : Le Mans de Lee H. Katzin : Lisa Belgetti
- 1971 : Homicide parfait au terme de la loi (Un omicidio perfetto a termine di legge) de Tonino Ricci : Monica Breda
- 1971 : Aux frontières du possible série télévisée de Claude Boissol et Victor Vicas : Barbara Andersen
- 1973 : Le Serpent d'Henri Verneuil : Kate Cross